# Gilles Anthony Afoumba
Gilles Anthony Afoumba (* 14. Juni 1996 in Brazzaville) ist ein kongolesischer Leichtathlet, der sich auf den Sprint spezialisiert hat. Aktuell ist er Inhaber des Landesrekordes im 400-Meter-Lauf.

## Sportliche Laufbahn
Erste Erfahrungen bei internationalen Meisterschaften sammelte Gilles Anthony Afoumba 2014 bei den Afrikameisterschaften in Marrakesch, bei denen er im 200-Meter-Lauf mit 21,55 s in der ersten Runde ausschied und über 400 Meter bis in das Halbfinale gelangte und dort mit 47,09 s ausschied. Im Jahr darauf gewann er bei den Juniorenafrikameisterschaften in Addis Abeba über 200 Meter in 21,59 s die Bronzemedaille und belegte über 400 Meter in 47,77 s den sechsten Platz. Anschließend nahm er erstmals an den Afrikaspielen im heimischen Brazzaville teil und schied dort über 200 Meter mit 21,26 s im Halbfinale aus, während er mit der kongolesischen 4-mal-100- und 4-mal-400-Meter-Staffel mit 40,82 s bzw. 3:13,16 min im Vorlauf ausschied. 2016 erreichte er bei den Afrikameisterschaften in Durban über 400 Meter das Halbfinale, in dem er mit 47,62 s ausschied, während er über 200 Meter mit 21,76 s in der ersten Runde ausschied. 2019 nahm er erneut an den Afrikaspielen in Rabat teil und wurde dort in 45,96 s Vierter über 400 Meter. 2021 startete er dank einer Wildcard bei den Olympischen Sommerspielen in Tokio und schied dort mit 46,03 s in der ersten Runde aus. Während der Schlussfeier war er der Fahnenträger seiner Nation.
2023 kam er bei den Spielen der Frankophonie in Kinshasa im Finale über 400 Meter nicht ins Ziel und im Jahr darauf belegte er bei den Afrikaspielen in Accra in 46,65 s den siebten Platz.

## Persönliche Bestzeiten
- 200 Meter: 20,86 s (−0,6 m/s), 25. Juni 2023 in Nogent-sur-Marne
  - 200 Meter (Halle): 21,39 s, 25. Januar 2020 in Nantes (kongolesischer Rekord)
- 400 Meter: 45,64 s, 14. Juli 2019 in Montgeron (kongolesischer Rekord)
  - 400 Meter (Halle): 46,68 s, 5. Februar 2020 in Reims (kongolesischer Rekord)